# Вокален джаз
Вокалният джаз, наричан още джаз пеене, е инструментален подход към гласа, в който певецът комбинира инструментите с тяхната стилистика към текста, който може да е импровизиран или не, или да бъде скат пеене. Последното представлява използването на неморфемни срички, с цел да се постигне имитация на звука от инструментите.

## История
В корените си джаз музиката е силно вокална и в нея се срещат полеви викове и тържествени скандирания, но докато в блуса силната вокална традиция се запазва и певци като Ма Рейни и Беси Смит да оказват силно влияние на американската популярна музика, ранните джаз групи само периодично използват вокалисти, но когато това се случи, те са принципно по-блусарски като звучене. Един от първите джаз записи, тези на Оригиналната диксилендска джаз група, включват Сара Мартин като вокалист.
Като отделна дисциплина в джаза, пеенето е въведено от Луис Армстронг. Той разбира, че един певец може да импровизира по същия начин, както и инструменталния музикант, и заедно с американския вока Адълейд Хол полагат основите на скат пеенето като подкрепа на джаз вокалното изкуство.
Често разказвана легенда гласи, че Луис Армстронг изобретява скат пеенето когато изпуска листа с текста при записването на Heebie Jeebies от 1926 година. Тази история е погрешна и Армстронг не предявява никакви претенции. Джаз музикантите Дон Редман, Клиф Едуардс и Ред Никълс, записват мостри на скат пеене преди Армстронг. Записът Herbie Jeebies от 1926 на Армстронг и Creole Love Call през 1927 на Дюк Елингтън и Адълейд Хол по-късно представят скат пеенето пред по-голяма аудитория и имат големи заслуги за популяризирането на стила. Самият Армстронг е новатор в пеенето и освен че експериментира с цялата армада на музиката, той също импровизира с гласа си, както и с инструмента. В един блестящ пример, Армстронг скатира пасаж от I'm A Ding Dong Daddy From Dumas – той изпява I've done forgot the words! (в превод: 'Забравих си думите'), което се случва по средата на записа, след който отправя своя скат.
Когато Били Холидей навлиза в света на джаз пеенето в началото на 30-те години на 20 век, тя дава следното обяснение: Нямам чувство, че пея, по-скоро изпълнявам с валдхорна. Холидей има сравнително ограничен вокален диапазон – само малко над една октава -- и компенсира с фразиране с нотки и емоционална близост; тези качества са оценени високо от младия Франк Синатра.
В Щатите сухият режим наближава своя край и това поражда нова, „танцуваема“ форма на джаз музиката, която отваря вратите на ерата на суинга; изгряват биг бендове като тези на Каунт Бейси, Бени Гудман, Дюк Елингтън, Томи Дорси, Джими Лънсфорд, Глен Милър, Арти Шоу и Чик Уеб. Много видни джаз певци от епохата след войната пеят с тези бендове, когато кариерите им били току-що заченати.
С края на суинг ерата концертиращите биг бендове от изминалото десетилетие вече не са конкурентоспособни и гибелта на типичния певец в биг бенда е още повече усложнена от навлизането на бибопа като съзидателна сила в джаза.
Възкачването на бибопа върви успоредно със славата на джаз певци като Ела Фицджералдд, като добре подчертана е идеята за „свободния глас“ – т.е. да се дават инструментални качества на гласа като тембър, регистър и теситура.